# گره چقا (چوار)
گره چیا، روستایی در دهستان چکر بخش بولی شهرستان چوار در استان ایلام ایران است.

## جمعیت
بر پایه سرشماری عمومی نفوس و مسکن در سال ۱۳۹۵، جمعیت این روستا برابر با ۳۲ نفر (۹ خانوار) بوده‌است.